# George Gascoigne

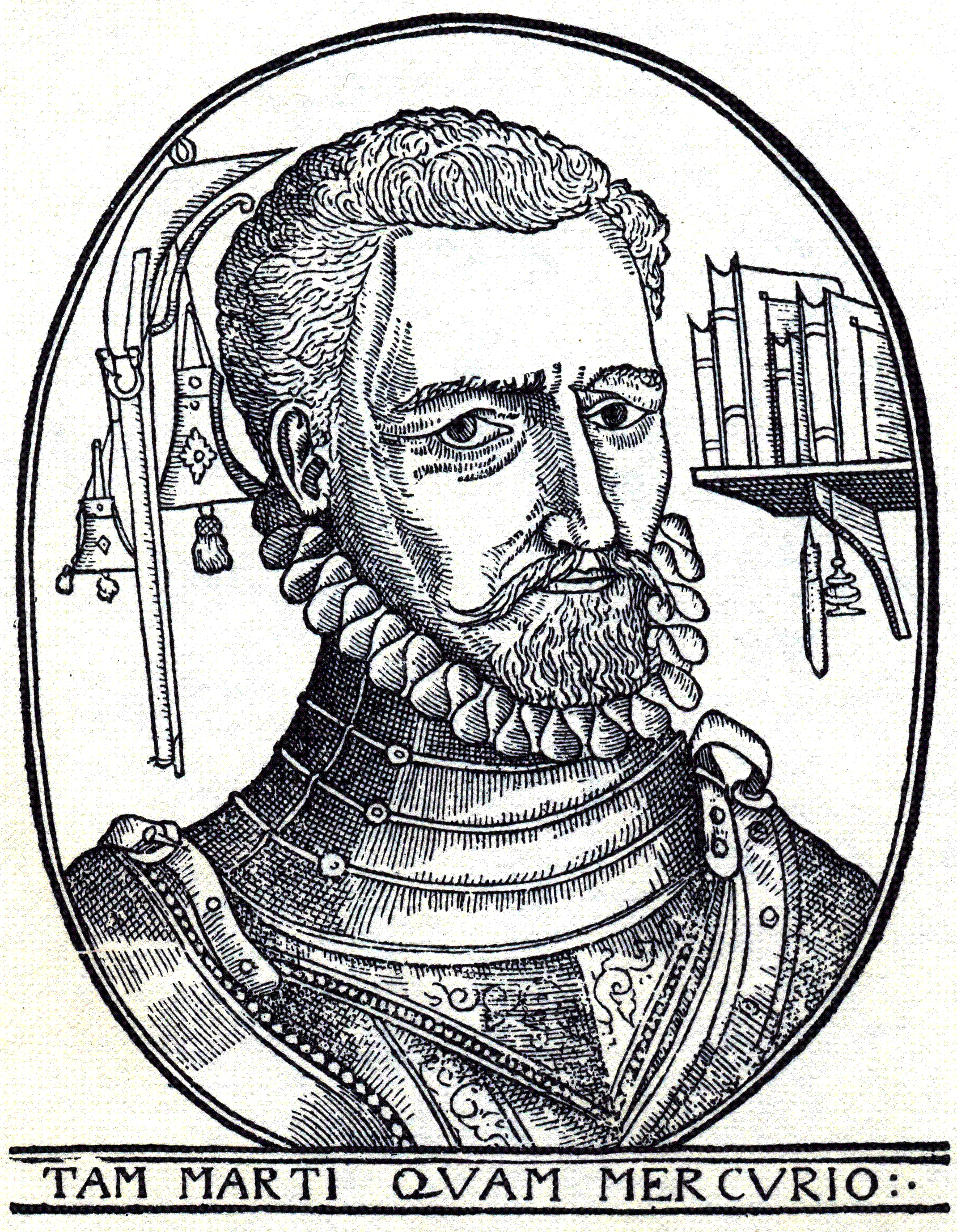
George Gascoigne

George Gascoigne (ur. ok. 1535 w Cardington (Bedfordshire), zm. 7 października 1577 w Stamford (Lincolnshire)) – poeta angielski, jeden z najważniejszych autorów wczesnej epoki elżbietańskiej .
Był synem farmera, posiadacza ziemskiego. Ukończył Trinity College na Uniwersytecie Cambridge. Dwukrotnie (w roku 1558 i 1572) zasiadał w Parlamencie. W roku 1572 uciekł przed wierzycielami do Holandii, gdzie służył u księcia Wilhelma I Orańskiego. Trafił na cztery miesiące do hiszpańskiej niewoli. Po opuszczeniu więzienia powrócił do Anglii.
Zasługą Gascoigne'a było adaptowanie na potrzeby angielskie wzorów włoskich, między innymi poezji Ludovica Ariosta.
Oprócz tworzenia poezji lirycznej Gascoigne przyswajał z włoskiego sztuki teatralne.
Poeta był autorem traktatu o wersyfikacji angielskiej Certayne Notes of Instruction concerning the making of verse or ryme in English (1575).
Prywatnie George Gascoigne był ojczymem poety Nicholasa Bretona.